# Texas A&M University Press
 (juin 2023).
Ne doit pas être confondu avec University of Texas Press.
Texas A&M University Press (également connue sous le nom de TAMU Press) est une maison d'édition universitaire associée à l'université A&M du Texas. Fondée en 1974, la société est située à College Station, aux États-Unis. 